# Sergio Borlenghi
Sergio Borlenghi, detto Bobo (Reggio Emilia, 24 aprile 1955 – Reggio Emilia, 16 novembre 1997), è stato un cestista italiano.

## Carriera
Ha disputato la Serie A1 con l'Olimpia Milano, con la quale ha vinto due edizioni della Coppa delle Coppe (nel 1972 e nel 1976).
È scomparso prematuramente nel 1997 a causa di un male incurabile al fegato.

## Palmarès
- Coppa Italia: 1

Olimpia Milano: 1972
- Coppa delle Coppe: 2

Olimpia Milano: 1971-72, 1975-76